# 1960-as Formula–1 olasz nagydíj
Az 1960-as Formula–1-es világbajnokság kilencedik futama az olasz nagydíj volt.

## Futam
A bajnokság eldőlése után az olasz vezetőség úgy döntött, hogy az olasz nagydíjon a gyors és veszélyes ovális részt is belekombinálják a monzai pálya vonalvezetésébe. Emiatt a legnagyobb brit csapatok - mint a Cooper, a Lotus és a BRM - bojkottálták a versenyt. A mezőny gyári Ferrarikból, és privát Cooperekből állt. Hogy emeljék a mezőny létszámát, Formula–2-es autókat is indítottak. Így részt vett a Porsche is Hans Herrmann-nal és Edgar Barth-tal. A Ferrarik domináltak: Phil Hill, Richie Ginther és Willy Mairesse indult az első sorból.
A versenyen Ginther vezetett Hill előtt, míg Mairesse lassított, hogy a negyedik Ferrari (Wolfgang Von Trips F2-es autója) elszakadjon a két Porschétől. Ez Giulio Cabiancának sokat segített, aki így a harmadik helyen haladt egy Cooperrel. Mairesse végül visszatért a harmadik helyre, míg Hill megelőzte Ginthert, és győzött. A Ferrari autói az első három helyen értek célba, a versenyképtelen ellenfeleknek köszönhetően. Utoljára szerzett győzelmet a sportágban orrmotoros autó.
| Helyezés | Rsz. | Versenyző          | Csapat/Motor          | Futott körök | Idő/Kiesés oka | Rajthely | Pontszám |
| -------- | ---- | ------------------ | --------------------- | ------------ | -------------- | -------- | -------- |
| 1        | 20   | Phil Hill          | Ferrari               | 50           | 2:21'09,2      | 1        | 8        |
| 2        | 18   | Richie Ginther     | Ferrari               | 50           | + 2'27,6       | 2        | 6        |
| 3        | 16   | Willy Mairesse     | Ferrari               | 49           | + 1 kör        | 3        | 4        |
| 4        | 2    | Giulio Cabianca    | Cooper-Castellotti    | 48           | + 2 kör        | 4        | 3        |
| 5        | 22   | Wolfgang von Trips | Ferrari               | 48           | + 2 kör        | 6        | 2        |
| 6        | 26   | Hans Herrmann      | Porsche               | 47           | + 3 kör        | 10       | 1        |
| 7        | 24   | Edgar Barth        | Porsche               | 47           | + 3 kör        | 12       |          |
| 8        | 12   | Piero Drogo        | Cooper-Climax         | 45           | + 5 kör        | 15       |          |
| 9        | 10   | Wolfgang Seidel    | Cooper-Climax         | 44           | + 6 kör        | 13       |          |
| 10       | 28   | Fred Gamble        | Behra-Porsche-Porsche | 41           | + 9 kör        | 14       |          |
| Kiesett  | 6    | Brian Naylor       | JBW-Maserati          | 41           | Váltó          | 7        |          |
| Kiesett  | 34   | Alfonso Thiele     | Cooper-Maserati       | 32           | Váltó          | 9        |          |
| Kiesett  | 4    | Gino Munaron       | Cooper-Castellotti    | 27           | Motorhiba      | 8        |          |
| Kiesett  | 36   | Giorgio Scarlatti  | Cooper-Maserati       | 26           | Motorhiba      | 5        |          |
| Kiesett  | 30   | Vic Wilson         | Cooper-Climax         | 23           | Motorhiba      | 16       |          |
| Kiesett  | 8    | Arthur Owen        | Cooper-Climax         | 0            | Baleset        | 11       |          |

### Statisztikák
Vezető helyen:
- Richie Ginther: 24 kör (1-16 / 18-25)
- Phil Hill: 26 kör (17 / 26-50)

Phil Hill 1. győzelme, 1. pole-pozíciója, 3. leggyorsabb köre, egyetlen mesterhármasa (pp, lk, gy)
- Ferrari 30. győzelme.